# Touraine (AOC)
Pour les articles homonymes, voir Touraine.
Le touraine est un vin d'appellation d'origine contrôlée produit sur une partie des départements d'Indre-et-Loire et de Loir-et-Cher. Classé appellation d'origine contrôlée par le décret du 24 décembre 1939, le vignoble s'étend sur environ 5 300 hectares à l'intérieur des départements d'Indre-et-Loire et de Loir-et-Cher pour un total de 70 communes.
L'appellation a cinq dénominations géographiques distinctes : amboise, azay-le-rideau, mesland, chenonceaux et oisly. Anciennement dénomination géographique de l'AOC touraine, l'AOC touraine-noble-joué est une AOC à part entière depuis 2001.

## Histoire

### Antiquité
Les origines du vignoble remontent à l’Antiquité, comme l’attestent des découvertes archéologiques, telles que celles d’atelier d’amphores sur le site de Mougon, dans la commune de Crouzilles. La présence de la viticulture en Touraine , dès le premier siècle de notre ère, est liée au processus de romanisation des campagnes gauloises.

### Moyen Âge

Viticulture monastique

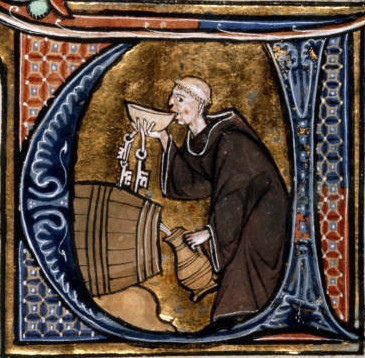
Moine goûtant son vin.

Au haut Moyen Âge, le plus ancien témoignage semble être celui de Grégoire de Tours qui décrit les dégâts causés à la vigne par le mauvais temps au printemps de l'année 587. Il fait état, à plusieurs reprises, des vignes de la Basilique Saint-Martin de Tours. À cette époque, la basilique possédait la villa de Nazelles, à proximité immédiate d'Amboise, mais il n'est pas possible de savoir si elle était déjà plantée de vignes.
À partir du XIe siècle, la plupart des monastères et abbayes qui s'échelonnent sur les rives de la Loire entreprennent la culture de la vigne, favorisée par les facilités offertes par le transport fluvial du vin. Une charte datée d'août 1260 fait état d'un accord conclu entre les religieuses du prieuré de Moncé à Limeray et une certaine « Johanne, dame de Mont-Evran », portant notamment sur de nombreux muids de vin, ce qui confirme la présence d'une activité viticole importante au cœur du territoire de l'AOC dès cette époque. La Loire facilitait alors le transport du vin, un texte décrit un clerc de Chinon utilisant ce moyen pour acheminer son vin jusqu'à Nantes.

### Période moderne
On doit à la prose truculente de Rabelais la popularité des vins de Touraine, à travers l'apologie de la « dive bouteille » : 
 «...En la tant divine liqueur,

Qui est dedans tes flancs reclose,

Bacchus, qui fut d'Inde vainqueur,

Tient toute vérité enclose.
Parmi les vins de Touraine, le vin d'Amboise était particulièrement apprécié par le roi Louis XI, qui publia une charte ordonnant de vendre le vin d'Amboise avant tout autre sur le marché de Tours. Il institua par ailleurs en 1477 une donation annuelle de cent muids de ce vin aux religieux de l'église de Cantorbéry. C'était aussi le vin couramment servi à la table du roi François Ier, ce qui lui aurait fait dire : « Bien que je n’y naquis point, je fus élevé à Amboise et, ma vie durant, eu toujours souvenance du divin breuvage de cette belle cité de Touraine, si chère à mon cœur. »

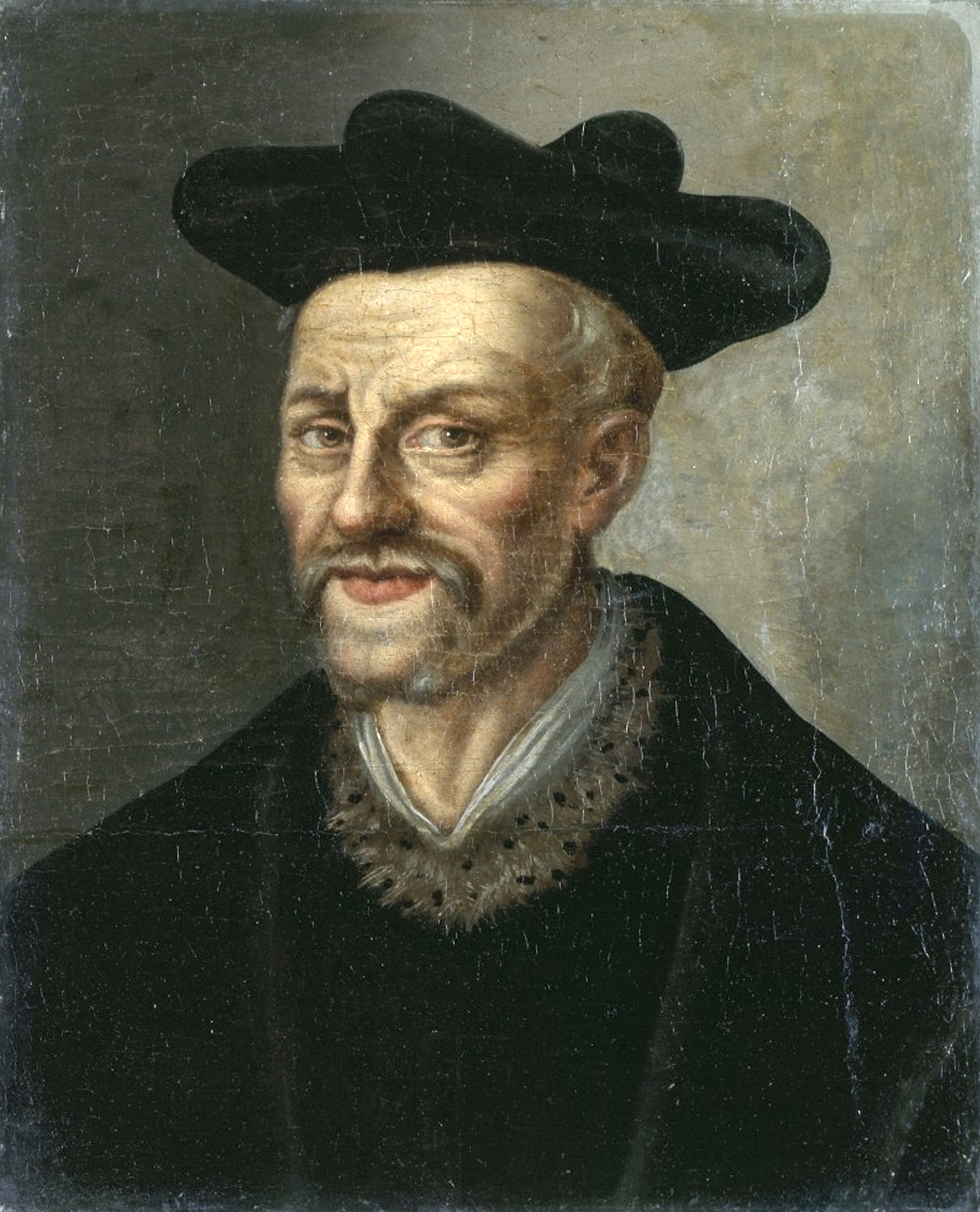
François Rabelais.
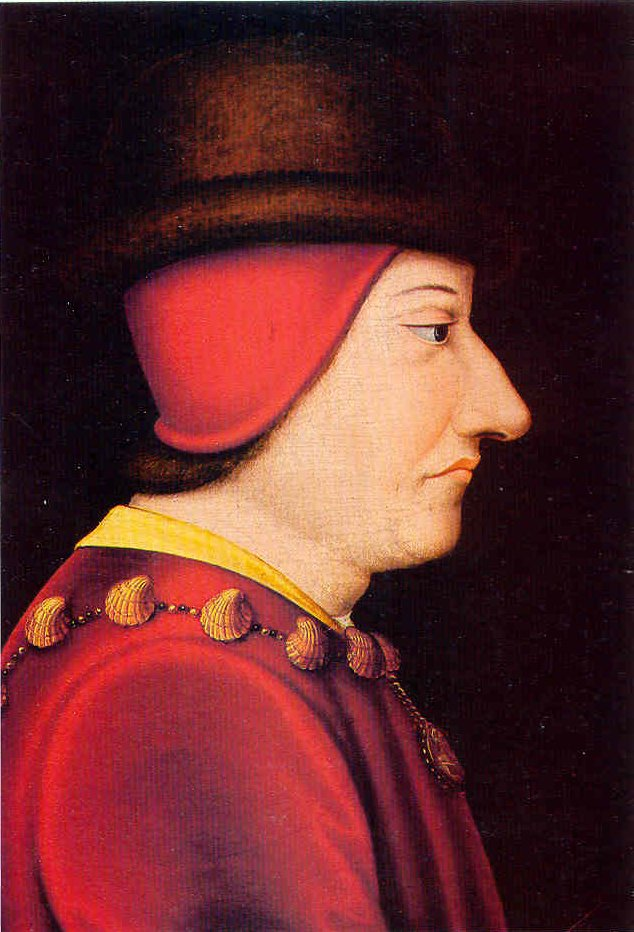
Louis XI.
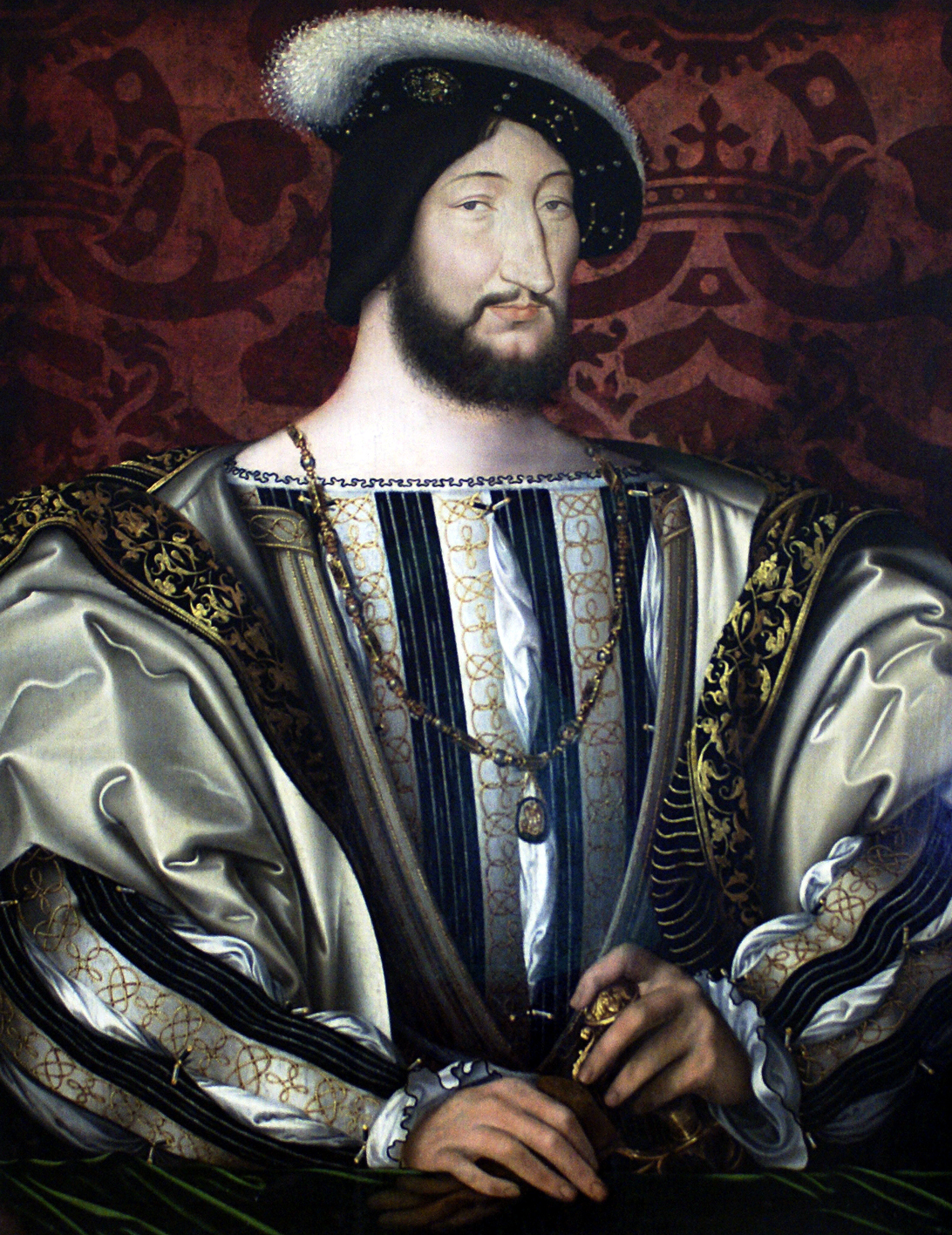
François Ier.

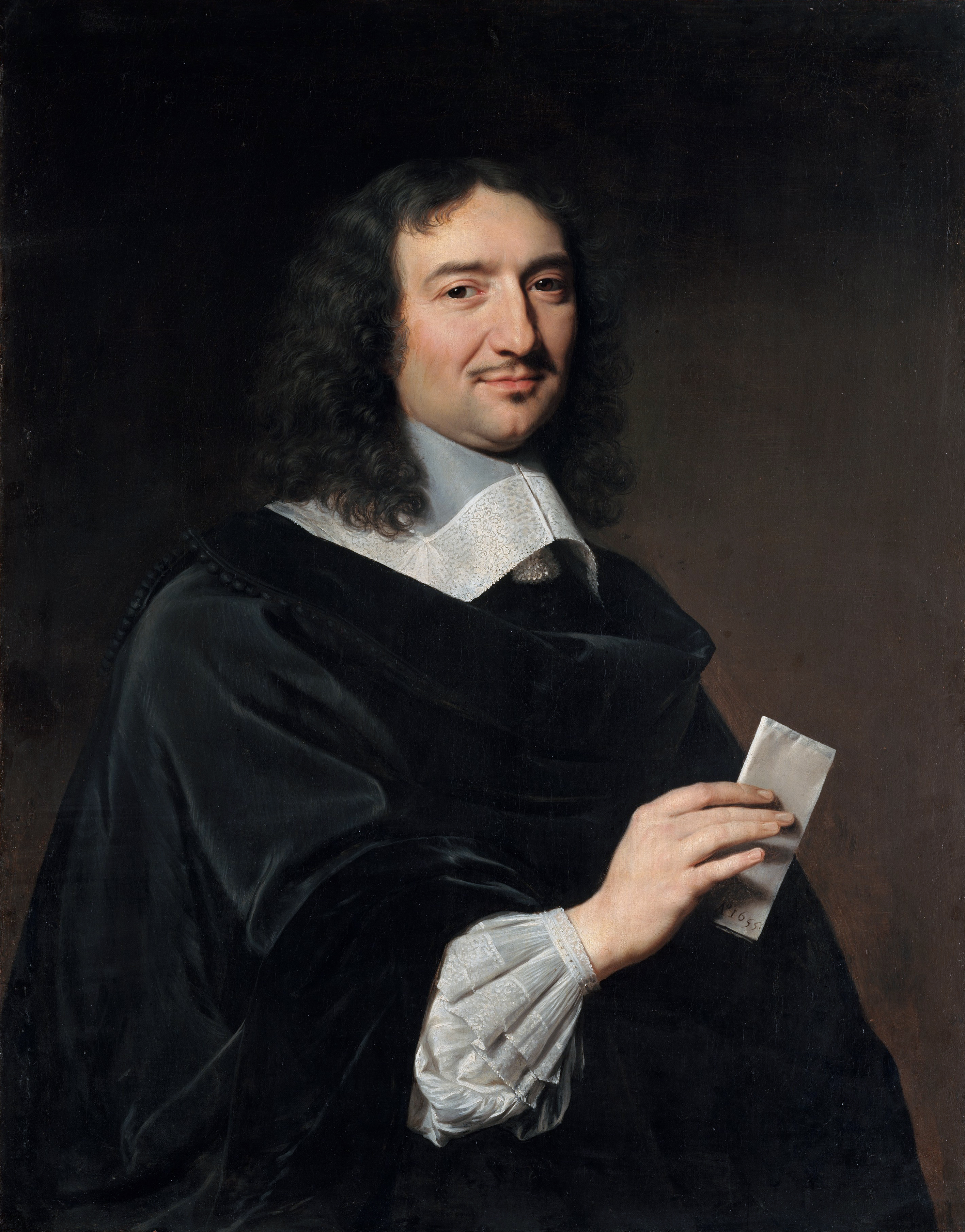
Jean-Baptiste Colbert.

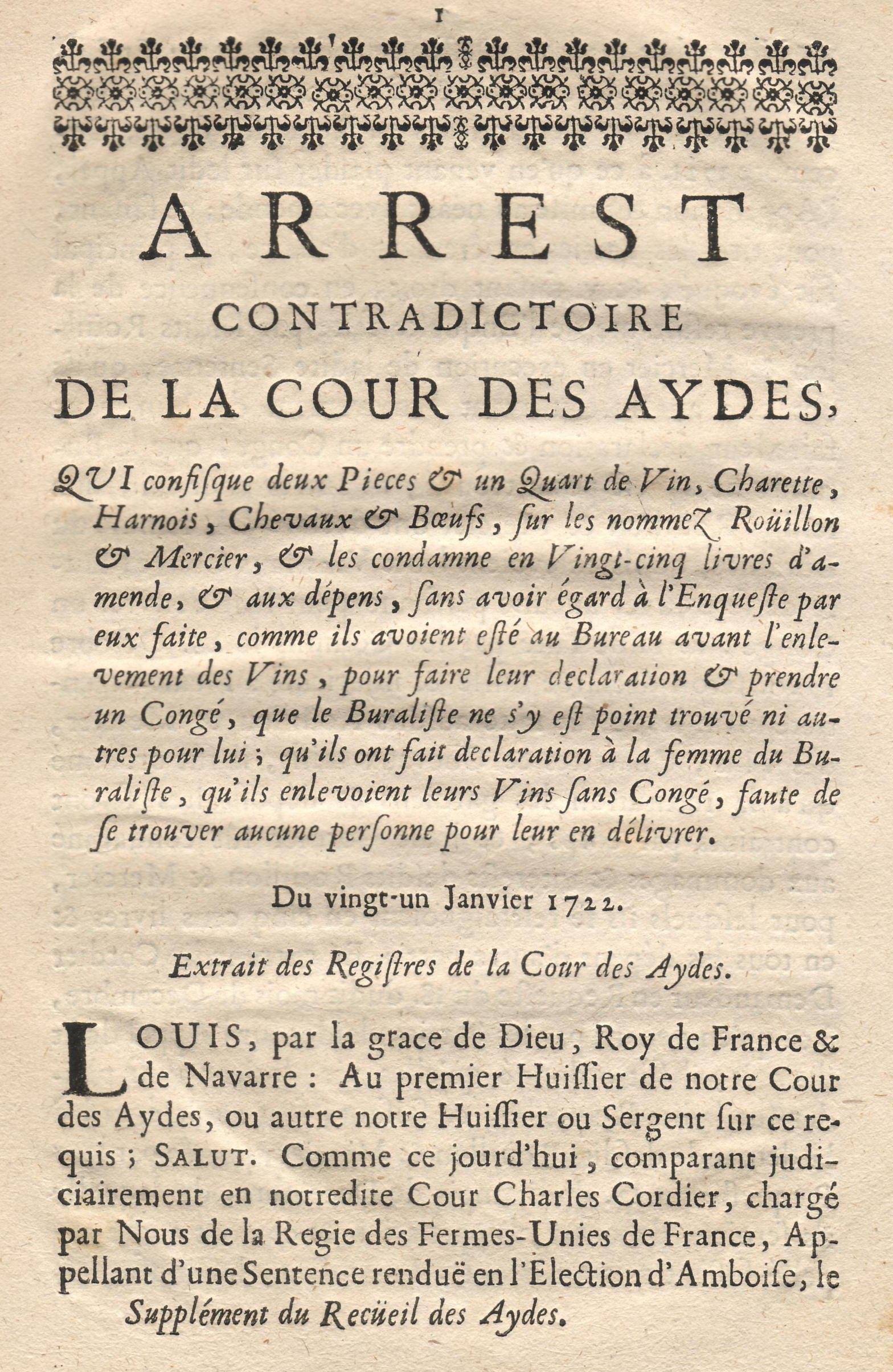
Jugement concernant une absence de congé sur un transport de vin à Amboise en 1722.

Deux facteurs essentiels furent à l'origine du développement des vins tourangeaux dans la période allant du XVIe siècle au XVIIIe siècle. Le premier fut un arrêt du parlement de Paris, en date du 14 août 1577, interdisant aux marchands de vin parisiens de s'approvisionner à moins de vingt lieues de leur ville. La vallée de la Loire étant facilement accessible par route depuis la capitale, la demande se développa rapidement sur l'Orléanais, puis sur la Touraine. L'attrait des Hollandais pour les vins blancs du Val de Loire fut le second facteur. Pour assurer leurs importations, ils installèrent leurs courtiers dans plusieurs comptoirs du Val de Loire.
En fait, les Hollandais étaient essentiellement des intermédiaires qui entreposaient et revendaient les productions françaises dans le monde entier, réalisant au passage des profits substantiels. Colbert tenta de leur enlever ce monopole en créant une compagnie de commerce pour exploiter directement leur marché. En représailles, les Hollandais frappèrent d'une surtaxe considérable divers articles de nos manufactures, mais aussi les eaux-de-vie et les vins. Les exportations s'en trouvèrent freinées et il en résulta un développement de la quantité aux dépens de la qualité. Par ailleurs, les cultures céréalières furent souvent abandonnées au profit de la culture de la vigne, même sur des terrains inappropriés.

### Période contemporaine
Au début du XIXe siècle, la viticulture devint une des principales ressources économiques locale. C'était sans compter sur les ravages causés par le mildiou et le phylloxéra, fléaux qui apparurent dans la région en 1882. Les désastres furent d'autant plus considérables que les Tourangeaux commencèrent par refuser l'arrachage des vignes et essayèrent de les soigner en les traitant au sulfure de carbone, sans grands résultats.
« Quant au phylloxéra, les viticulteurs ont eu le tort, au début, de ne pas engager la lutte. Le mal a pris des proportions inquiétantes. Toutefois les syndicats de défense ont réussi, sur nombre de points, à maintenir le vignoble en pleine production. Dans la Touraine, par contre, rien de semblable à cette agitation. Le rapport du préfet au conseil général d'Indre-et-Loire est muet là-dessus. L'indifférence est profonde. Le tempérament tourangeau se prête mal à ces efforts ; d'autre part, les animosités politiques font oublier les maux réels du pays. Cependant la Touraine a déjà perdu beaucoup de vigne ; sur plus d'un point on peut constater les arrachages de ceps. C'est une fortune immense qui s'en va »,.
Après un nouvel encépagement à partir de greffes sur des plants américains, le vignoble sera reconstitué entre 1901 et 1905. Malgré cela, le déclin sera progressif, avec des crises successives provoquées par l'effondrement des cours en 1906-1907 puis par la surproduction dans les années 1922-1923. Il faudra attendre le lendemain de la Seconde Guerre mondiale pour voir la tendance s'inverser grâce à une amélioration de la qualité découlant de l'utilisation de cépages nobles et par l'attrait pour les vins effervescents de qualité, en alternative au champagne. Le développement du tourisme sera aussi déterminant pour faciliter l'écoulement des récoltes. L'appellation « touraine » est officiellement reconnue par les décrets du 24 décembre 1939 (pour les vins tranquilles) et du 16 octobre 1946 (pour les vins mousseux). Le cahier des charges de l'appellation est modifié en décembre 2023, en octobre 2024, puis en avril 2025.

## Cépages

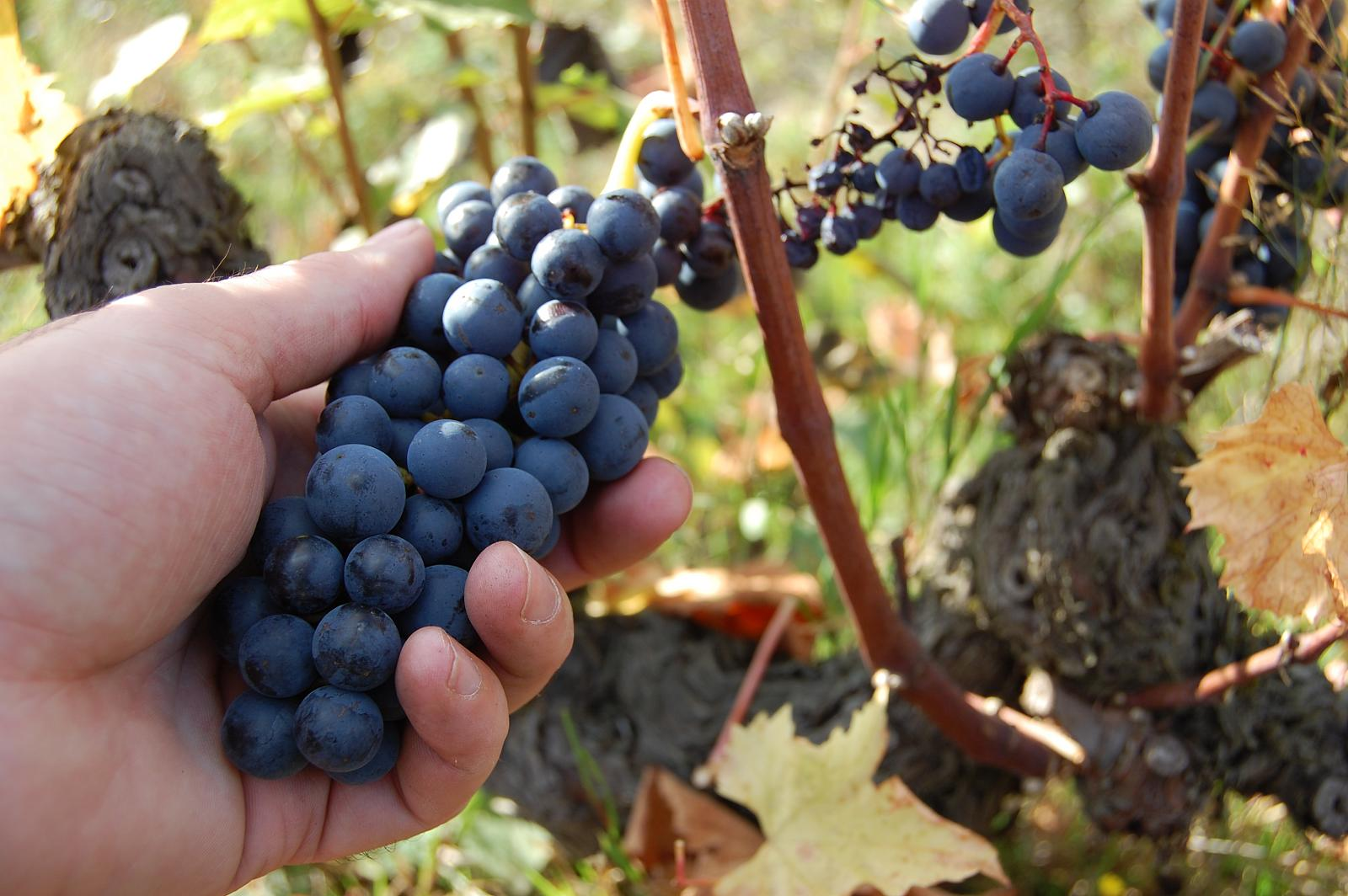
Gamay de Touraine

Les vins blancs sont issus du chenin (appelé localement pineau de la Loire), du sauvignon et de l'arbois. Les vins issus du sauvignon sont secs et vifs ayant des arômes se rapprochants du cassis. Les blancs de Touraine sont secs, assez fermes, vifs et pleins et tiennent bien en bouteille. Les vins effervescents bénéficient de l'appellation Touraine mousseux. Le chardonnay peut faire partie de l'encépagement dans la limite de 20 %. Le Touraine mousseux est un vin solide mais frais.
Les vins rouges sont vinifiés à partir des cépages cabernet franc N, cabernet sauvignon N, côt N, pinot noir N, pinot meunier N, pinot gris G, pineau d'Aunis et gamay N. Ce sont des vins friands et tanniques. Le Touraine primeur est un vin léger, fruité, au caractère gai et rustique.
Les vins rosés sont issus des cépages cabernet franc N et sauvignon N, côt, pinot noir N, pinot meunier N, pinot gris G, pineau d'Aunis N, gamay N et grolleau N. Ce sont des vins secs mais frais.

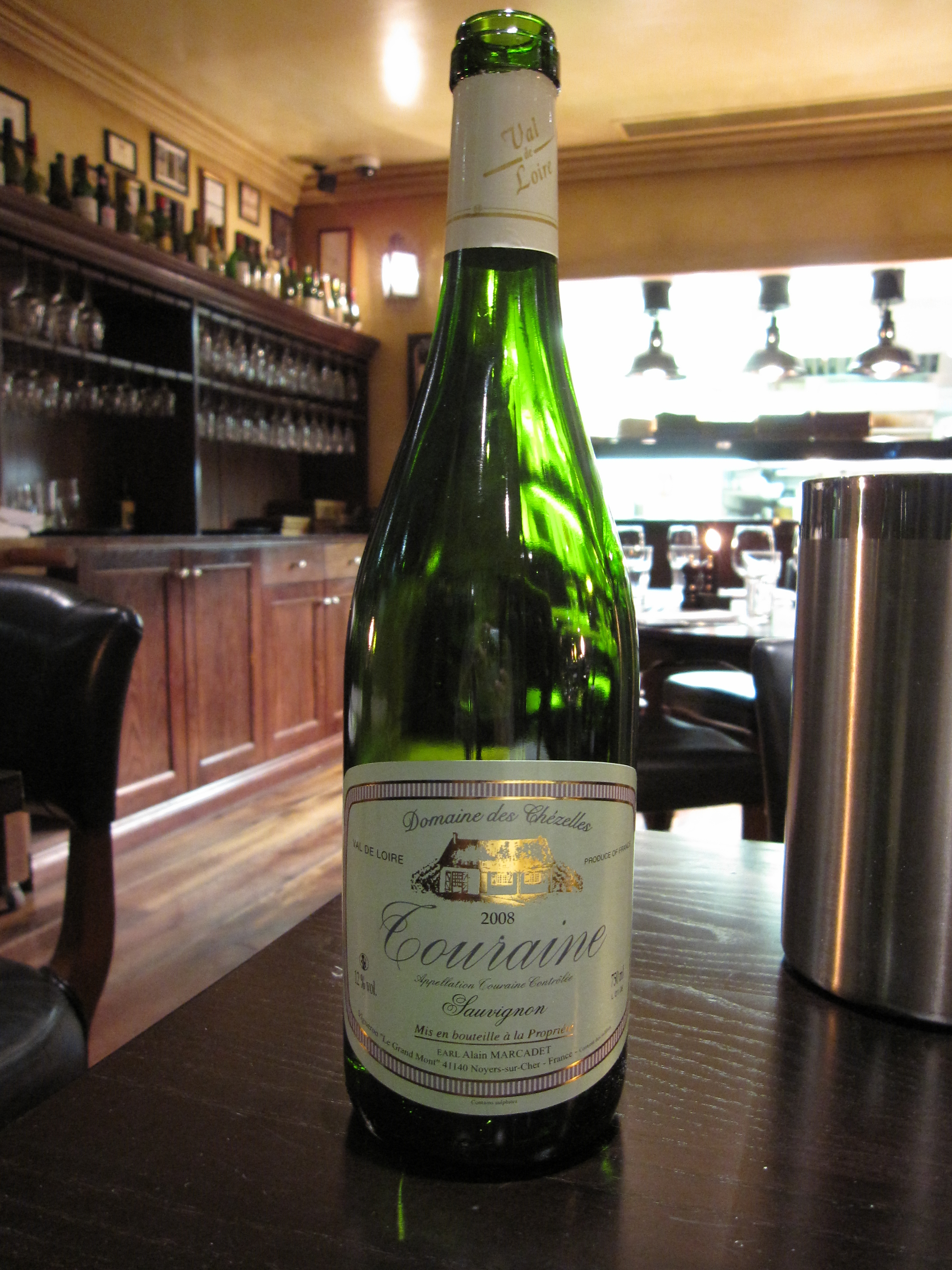
AOC Touraine blanc
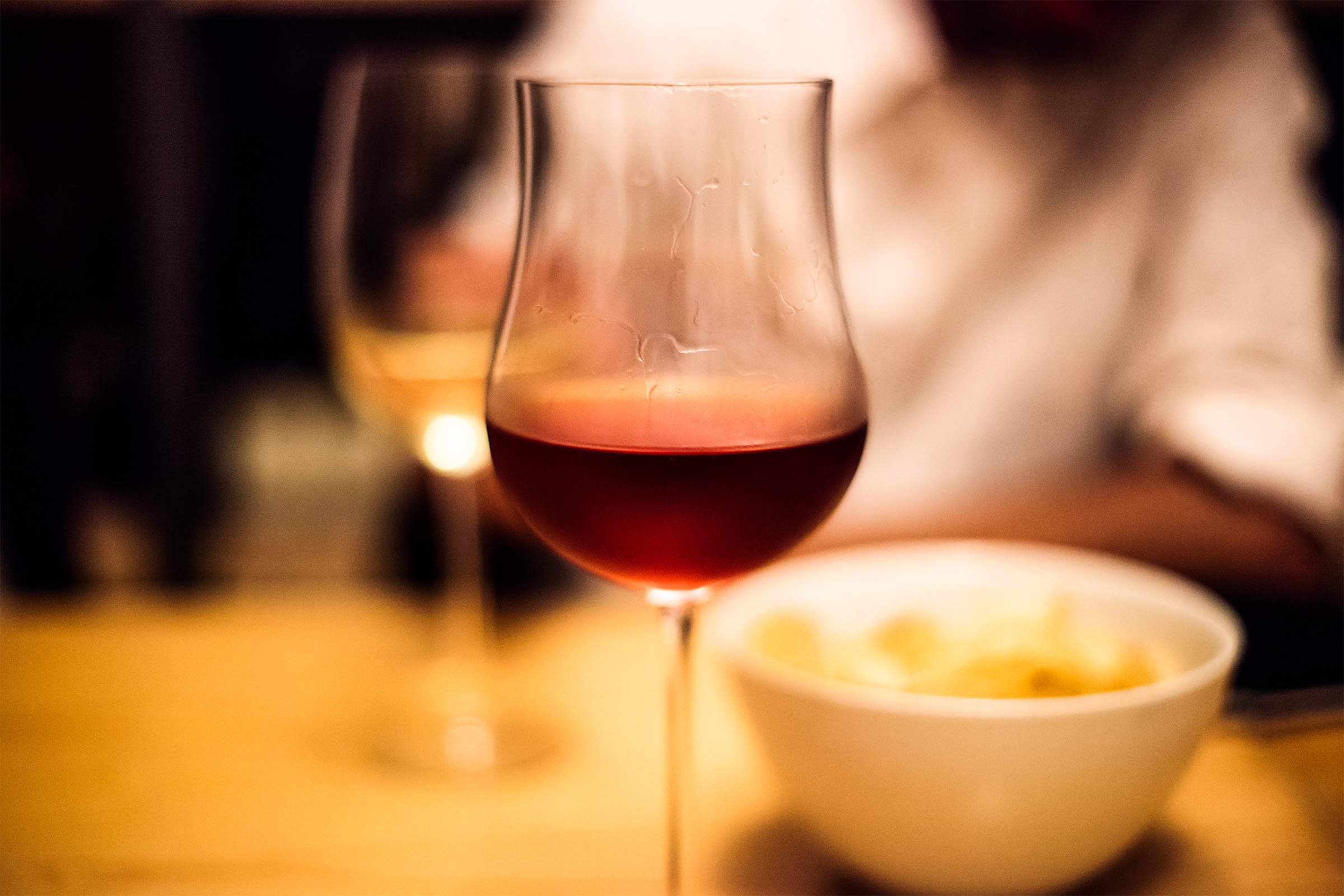
AOC Touraine rouge
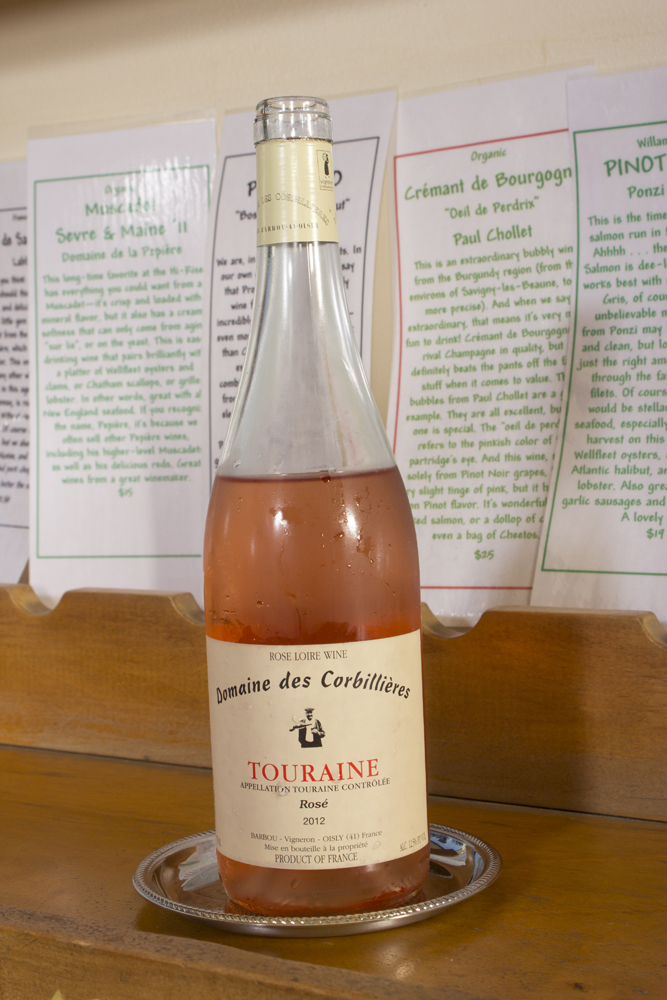
AOC Touraine rosé

## Dénominations d'usage et mentions
- Le Touraine-Amboise : cette dénomination regroupe dix communes situées en périphérie d'Amboise. Les vins rouges et rosés sont produits à partir de cépages cabernet franc appelé localement « breton », cabernet-Sauvignon, côt (appelé malbec dans le bordelais), gamay noir, et les vins blancs (secs, demi-secs et moelleux) à partir de chenin blanc appelé dans la région « pineau de la Loire » [3].

- Le Touraine-Mesland : petit village situé entre Amboise et Blois, Mesland donne son nom à des vins rouges, rosés et blancs, de grande finesse, produits à Mesland et dans l'ensemble des communes alentour. Les rouges et les rosés sont principalement issus du cépage gamay noir, majoritaire dans leur assemblage, auquel est associé une part de cépages cabernet franc et côt pour les rouges, accessoirement pour les rosés. Les vins blancs sont principalement issus du cépage chenin, mais aussi de sauvignon blanc[3].

- Le Touraine-Azay-le-Rideau : autour du célèbre château, le village donne son nom à d'excellents vins blancs issus du cépage Chenin et pour ses vins rosés issus des cépages Chenin, gamay et grolleau[3].

- Le Touraine-Chenonceaux : le village donne son nom à des vins tranquilles blancs issus du cépage sauvignon B et à des vins rouges issus d’un assemblage à base des cépages côt et Cabernet franc[3].
- Le Touraine-Oisly : cette dénomination propose des vins tranquilles blancs issus du cépage sauvignon B[3].

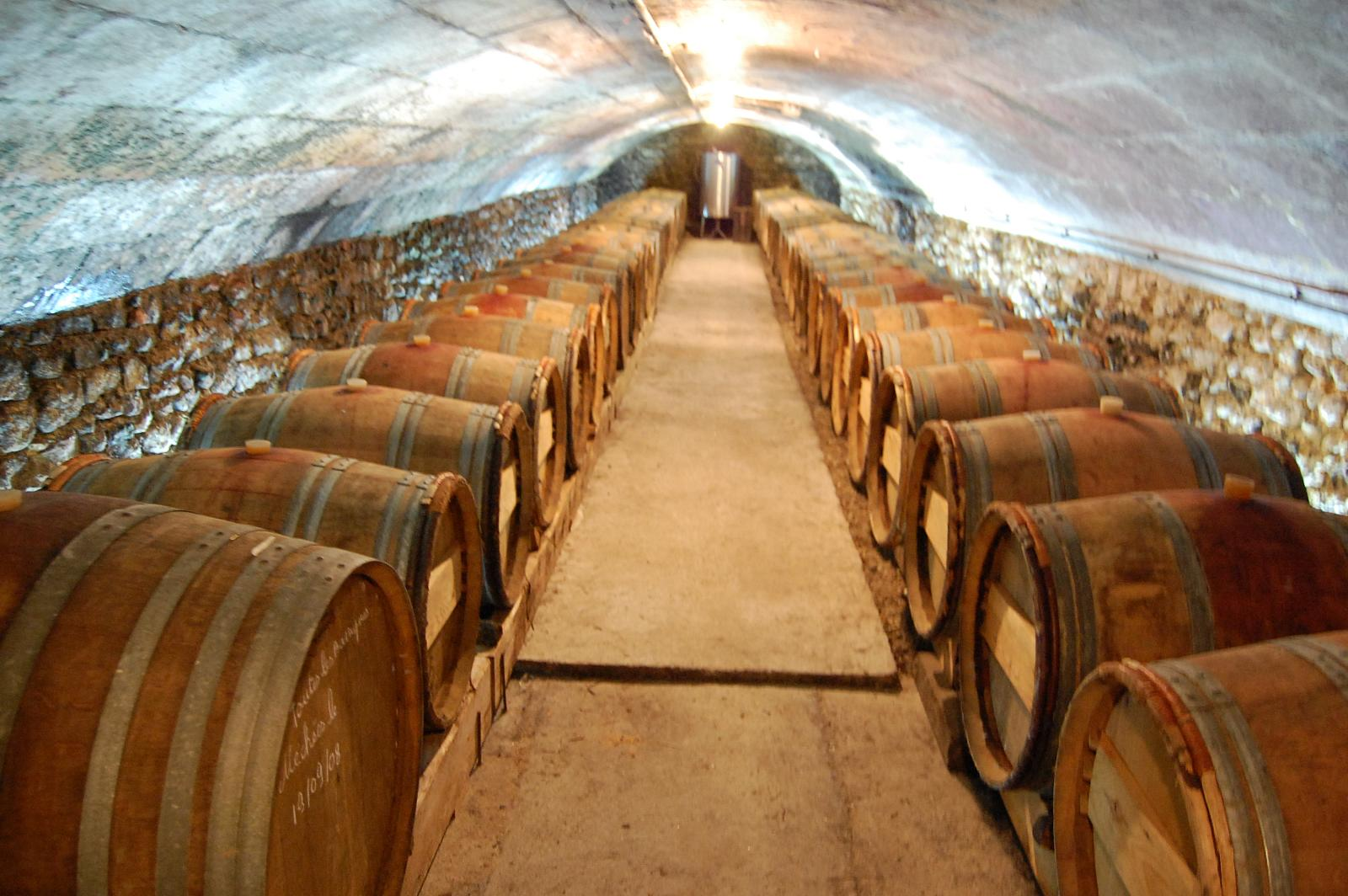
Cave en Touraine

Les autres vins AOC communales de l'ancienne Touraine sont :

## Appellations de la sous-région Touraine

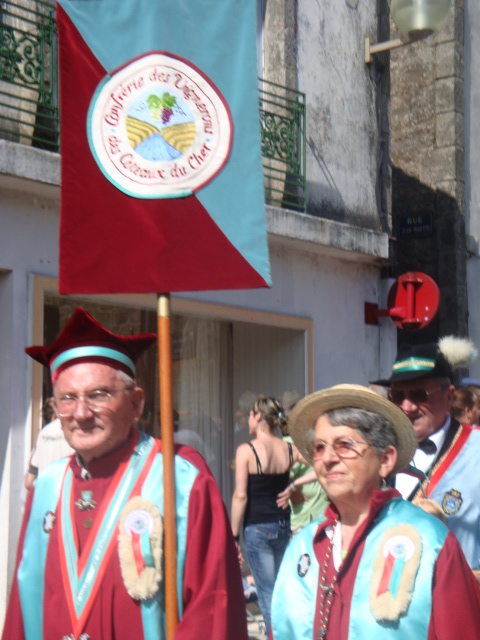
Confrérie des vignerons des Coteaux du Cher, ambassadrice de l'AOC Touraine

Parmi les vins AOC de Touraine, les autres AOC Touraine dénominations communales sont :
- AOC Touraine (depuis 1939)

- AOC Touraine Noble Joué (depuis 2001) : vin rosé produit à Joué-lès-Tours et dans des communes limitrophes.

- AOC Bourgueil (depuis 1937)

- AOC Saint-Nicolas-de-Bourgueil (depuis 1937)

- AOC Chinon (depuis 1937) : La connaissance des vins de Chinon est indissociable de la littérature de Rabelais, qui en fut le plus célèbre chantre.

- AOC Vouvray : un autre grand nom de réputation internationale, dont l'origine remonte à Saint-Martin lui-même et dont Balzac fait l'apologie dans son œuvre. À l'est de Tours, sur la rive droite de la Loire, la région de Vouvray produit uniquement des vins blancs. Ces vins peuvent être pétillants ou mousseux. Les vins de Vouvray, en bonne conditions de cave, peuvent se conserver 40 ans. Par ailleurs, en Touraine il n'est pas rare de remplacer le champagne par un vouvray lors des repas de fête.

- AOC Montlouis-sur-Loire : situé à seulement quelques kilomètres à l'est de Tours, Montlouis-sur-Loire donne son nom à des vins blancs moins connus hors de la Touraine, tous issus du cépage chenin. Montlouis-sur-Loire (alias « Montlouis ») était à l'origine une aire viticole incluse dans la région du Vouvray, mais sur la rive gauche de la Loire, sur un sol quelque peu différent. C'est en 1938 que le Montlouis-sur-Loire devint une appellation AOC indépendante de celle du Vouvray. Tout comme les Vouvray, certains de ces vins de Montlouis sont pétillants ou mousseux.

- AOC Cheverny

- AOC Cour-Cheverny